# Свети Трифон – Пирог
„Свети Трифон - Пирог“ (на македонска литературна норма: „Свети Трифун - Пирог“) е православна църква в село Злетово, източната част на Северна Македония, част от Злетовската парохия на Брегалнишката епархия на Македонската православна църква – Охридска архиепископия. Църквата е обявена за паметник на културата. Към началото на XXI век е в руини.